# 恒河沙
恒河沙（ごうがしゃ）は漢字文化圏における数の単位の一つ。恒河沙がいくつを示すかは時代や地域により異なる。現在、一般的には1052を指す。

## 概要
恒河沙はもとは仏教用語である。「恒河」はガンジス川を意味するサンスクリット語 गङ्ग（ガンガー）を音訳したものである。すなわち、「恒河沙」とはガンジス川にある無数の砂の意味であり、もともと無限の数量の例えとして仏典で用いられていた。例えば法華経の「堤婆達多品（だいばだったほん）」の中に「恒河の砂ほど多くの衆生が仏の教えを聴く」といったような形での用例がある（なお仏典においては、大乗起信論のように「過恒沙」と表記する例もある）。
数の単位としての初出は、元の朱世傑による数学書『算学啓蒙』であり、それまであった載よりも上の位として、極以上の他の単位とともに登場した。極以外は全て仏典からとられたものである。当時はすでに中数が使用されており、恒河沙は極(1088)の万万倍で1096となる。
日本にも、平安時代には既に中国から非常に大きな数を表す概念として「恒河沙」という語が伝えられていたようであり、一例として、平安時代後期に成立した説話集である『今昔物語』に、数え切れないくらい多くの国の例えで「無量無辺不可思議那由他恒河沙の国土を過ぎ行きて」といった用例が見られる（おそらくは仏典に由来するもの）。
数の単位としては、中国から『算法統宗』などの数学書を通して伝わったようであるが、それがいつ頃かはよくわからない。和書の中で、「恒河沙」を数の単位の一つとして正確に定義づけた上で他の用語とともに体系的に説明したのは、江戸時代に執筆され、当時ベストセラーとなった数学書である『塵劫記』が最初である。寛永4年（1627年）の初版では、載までを下数、極以上を万万進としたため、恒河沙は極(1015)の万万倍で1023となる。寛永8年版では載までを中数の万進に改めたため、恒河沙は極(1048)の万万倍で1056となった。寛永11年版で万進に統一され、恒河沙は極(1048)の万倍の1052となった。ただし、今日でも寛永8年版を根拠に恒河沙を1056とする人もいる。もっとも、京以上の数については指数表記が用いられるのが普通であって実用ではまず用いられないので、極以降の値がどうなっていてもそれほど問題にはならない。
恒河沙の語は前述のようにガンジス川（恒河）の砂粒の数に由来するが、それが漢字文化圏の命数体系に組み込まれた結果今日の一般的な値は1052となっている。しかし、実際にはその値はガンジス川の砂粒の数どころか地球の原子の総数（1.33×1050（133極）程度）と比較しても大きく、実際のガンジス川の砂粒の数は1022（100垓）程度と見積もられる。
恒河沙の位および前後の位の命数は以下のようになる。
| 1088  | 一極       |
| ⋮     | ⋮          |
| 1095  | 千万極     |
| 1096  | 一恒河沙   |
| 1097  | 十恒河沙   |
| 1098  | 百恒河沙   |
| 1099  | 千恒河沙   |
| 10100 | 一万恒河沙 |
| 10101 | 十万恒河沙 |
| 10102 | 百万恒河沙 |
| 10103 | 千万恒河沙 |
| 10104 | 一阿僧祇   |

| 1015 | 一極       |
| ⋮    | ⋮          |
| 1022 | 千万極     |
| 1023 | 一恒河沙   |
| 1024 | 十恒河沙   |
| 1025 | 百恒河沙   |
| 1026 | 千恒河沙   |
| 1027 | 一万恒河沙 |
| 1028 | 十万恒河沙 |
| 1029 | 百万恒河沙 |
| 1030 | 千万恒河沙 |
| 1031 | 一阿僧祇   |

| 1048 | 一極       |
| ⋮    | ⋮          |
| 1055 | 千万極     |
| 1056 | 一恒河沙   |
| 1057 | 十恒河沙   |
| 1058 | 百恒河沙   |
| 1059 | 千恒河沙   |
| 1060 | 一万恒河沙 |
| 1061 | 十万恒河沙 |
| 1062 | 百万恒河沙 |
| 1063 | 千万恒河沙 |
| 1064 | 一阿僧祇   |

| 1048 | 一極     |
| ⋮    | ⋮        |
| 1051 | 千極     |
| 1052 | 一恒河沙 |
| 1053 | 十恒河沙 |
| 1054 | 百恒河沙 |
| 1055 | 千恒河沙 |
| 1056 | 一阿僧祇 |

## 使用例
- 10番目の完全数 288(289 - 1) = 2177 - 288

19恒河沙1561極9426載0823正6107澗2947溝9337穣8084𥝱3036垓3813京0997兆3215億4816万9216